# Galeocharax
Genre
Le genre Galeocharax ne concerne que trois espèces de poissons américains de la famille des Characidés.

## Liste des espèces
Selon FishBase (10 juin 2015):
- Galeocharax gulo (Cope, 1870)
- Galeocharax humeralis (Valenciennes, 1842)
- Galeocharax knerii (Steindachner, 1879)